# Динамо (регбийный клуб, Москва)
«Дина́мо» — регбийный клуб из Москвы, один из первых в России регбийных клубов. Основан в 1936 году, существовал до 1949 года. После возрождения регби в СССР существовал в 1962—1973 гг., до тех пор, пока все регбийные команды общества «Динамо» не были расформированы. В 2004 году команда была снова возрождена.
Клуб принимает участие по всем разновидностям регби: олимпийскому регби-15, популярному среди любителей регби-10 и пляжному регби.

## История

### Довоенное время
Официально регбийный клуб «Динамо» Москва основан в 1936 году. Но первый матч клуба прошёл ещё в 1933 году, он был посвящён десятилетию общества «Динамо». Динамовцы встретились с командой Института физкультуры (ГЦИФК). Через два года «Динамо» выиграло свой первый трофей, став победителем первенства Москвы. В следующем 1936 году команда заняла 1 место на Кубке СССР и взяла золото в первом первенстве страны. Далее «Динамо» выигрывало турнир городов (1937), чемпионат СССР (1939) и взяло серебряные медали на чемпионате Москвы (1940). В 1941 году чемпионат не был доигран из-за начала Великой Отечественной войны. На момент последних матчей «Динамо» занимало первое место.

### Послевоенные годы
В 1947 году «Динамо» стало серебряным призёром в чемпионате Москвы и обладателем Кубка Москвы. В 1949 году РК «Динамо» стал вторым на «турнире городов». После регби перестаёт существовать в СССР на 14 лет, а вместе с ним и клуб.

### Возобновление регби
В 1963, когда регби было возобновлено, бело-голубые заняли 1 место во 2 группе чемпионата Москвы и вышли в 1 группу. С 1964—1966 команда завоёвывала бронзовые медали в московском чемпионате (1964, 1965) и чемпионате СССР (1966). В следующем году динамовцы выиграли московское первенство, а затем повторили свой успех ещё через два года. В 1973 году «Динамо» выиграло первенство Москвы и второй год подряд стало победителем Всесоюзных соревнований ЦС «Динамо». Но уже в следующем году московское «Динамо» прекратило своё существование.

### Возрождение «Динамо»
В 1992 году была образована команда «Динамо» по регби-13, которая стала обладателем Кубка России, а также становилась до 1998 года победителем на чемпионате России по регби-13. В 2004 году команда получила статус любительского клуба. В 2019 году динамовцы выиграли Кубок Москвы. В том же году осенью начался отбор игроков для профессиональной команды. Свои первые тренировки проводил приглашённый тренер — Людевик ван Стаден. Уже в следующем году «Динамо» стало профессиональным клубом и сразу же выиграло Кубок Москвы. Клуб выиграл пятую золотую медаль в чемпионате Москвы и бронзу в чемпионате России по пляжному регби. В 2021 году динамовцы стали чемпионами Высшей лиги, что дало им право выступать в Премьер-лиге чемпионата России.

## Выступления

### Ранняя эпоха
- 1935(в) — 1 место из 5 на чемпионате Москвы
- 1935(о) — 1 место из 6 на чемпионате Москвы
- 1936 — 1 место из 4 на Кубке СССР
- 1937 — 1 место из 3 на турнире городов
- 1938 — 1 место из 8 на Чемпионате СССР; обладатель Кубка СССР; 1 место из 6 на чемпионате Москвы
- 1939 — 1 место из 5 на Чемпионате СССР (2)
- 1940 — 2 место из 5 на чемпионате Москвы
- 1941 — команда лидировала в чемпионате Москвы до июня
- 1947 — 2 место из 4 на чемпионате Москвы; обладатель Кубка Москвы
- 1949 — 2 место из 5 на «турнире городов»

### Возрождение регби
- 1963 — 1 место из 10 во 2 группе чемпионата Москвы (вышли в 1 группу)
- 1964 — 3 место из 8 на чемпионате Москвы
- 1965 — 3 место из 8 на чемпионате Москвы
- 1966 — 3 место из 6 на чемпионате СССР
- 1967 — 1 место из 8 на чемпионате Москвы
- 1968 — 7 место из 10 на чемпионате СССР
- 1969 — 1 место из 8 на чемпионате Москвы
- 1970 — 6 место из 8 на чемпионате Москвы
- 1971 — 10 место из 12 на чемпионате Москвы
- 1972 — 8 место из 8 на чемпионате Москвы
- 1973 — команда расформирована

### Возрождение «Динамо»

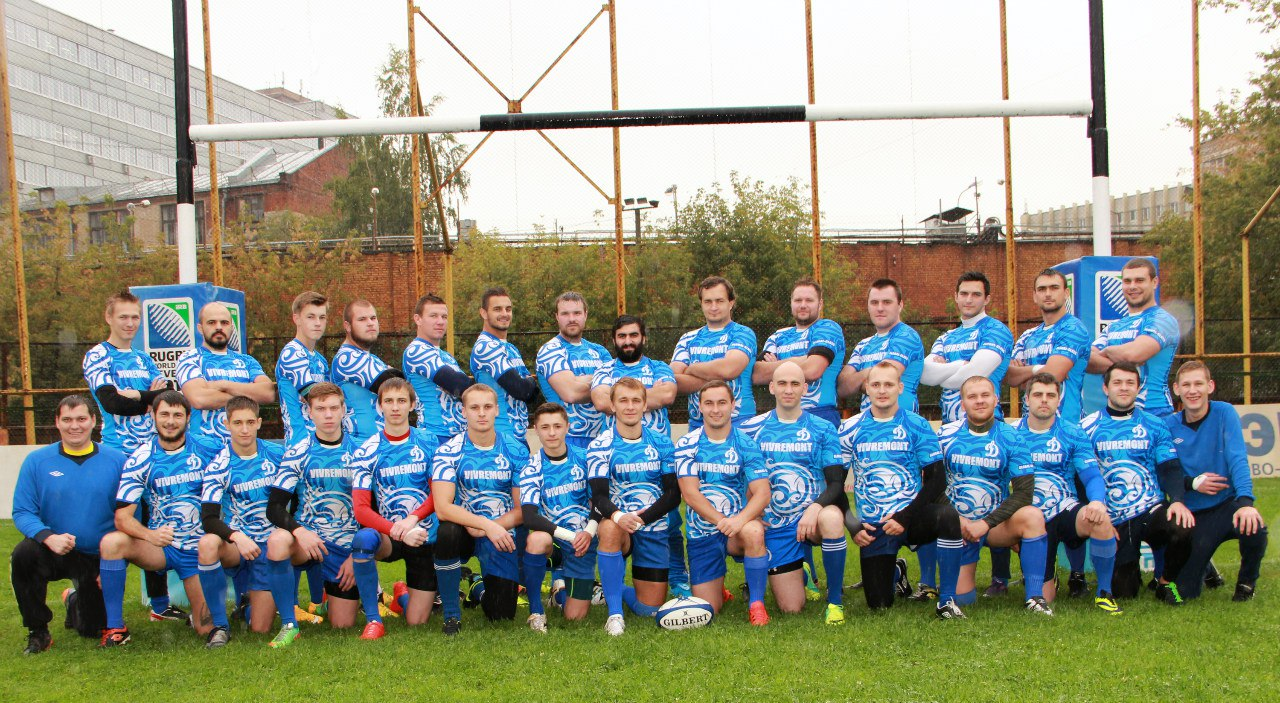
Игроки клуба, 2016 год

- 1992 — образовалась команда Динамо по регби-13
- 1992 — обладатели Кубка России[1]
- 1992—1998 — 1 место из 12 на чемпионате России по регби-13[1]
- 2000—2001 — обладатели Кубка России[1]
- 2001—2002 — 2 место из 12 чемпионат России по регби-13[1]
- 2003 — 2 место из 8 чемпионат России по регби-13[2]
- 2004 — 3 место из 10 чемпионат России по регби-13
- 2004 — впервые в 1/16 Кубка Вызова победили английский клуб «Вест Хэм»
- 2005 — разделение команды на две
- 2005 — команда ЦС «Динамо» по регби-13 главный тренер Краев В. Н.
- 2005 — команда Мск « Динамо» по регби-7 главный тренер Некрасов В. Н.
- 2005—2006 6 место из 9 чемпионат России по регби-13
- 2006—2007 3 место из 9 чемпионат России по регби-13
- 2007 — из молодёжных и юниорских команд Клуба «Юный Динамовец» созданы 2 команды по регби-13 «THRESHERS» Москва, «Панды» Щёлково Мос. обл.
- 2007 — 2 место из 10 на чемпионате России по регби-7
- 2008 — 5 место из 10 на чемпионате России по регби-7
- 2009 — 6 место из 12 на чемпионате России по регби-7
- 2015 — 2 место из 16 на кубке Москвы по регби-15, главный тренер Томыло О. В.
- 2015 — 2 место из 16 на Первых пляжных играх- Чемпионате России по регби- пляжное, главный тренер Томыло О. В.
- 2015 — Обладатель кубка Возрождения сыграв с командой Армейцы Москвы, главный тренер Томыло О. В.
- 2015 — 2 место из 8 на чемпионате Москвы по регби-15, главный тренер Томыло О. В.
- 2016 — 3 место из 21 на чемпионате Москвы по регби-15, главный тренер Томыло О. В.
- 2016 — 2 место из 16 на Вторых пляжных играх- Чемпионате России по регби- пляжное, главный тренер Томыло О. В.
- 2016 — 1 место из 12 на чемпионате Москвы по регби- пляжное, главный тренер Томыло О. В.
- 2016 — 3 место из 16 на кубке России по регби- пляжное, главный тренер Томыло О. В.
- 2016 — 3 место из 16 на Чемпионате Москвы по регби-7, главный тренер Томыло О. В.
- 2017 — 1 место из 8 на чемпионате Москвы по регби-15, главный тренер Томыло О. В.
- 2017 — 1 место из 12 на чемпионате Москвы по регби- пляжное, главный тренер Томыло О. В.
- 2017 — 3 место из 12 на кубке Москвы по регби-15, главный тренер Томыло О. В.
- 2017 — 3 место из 16 на кубке России по регби- пляжное, главный тренер Томыло О. В.
- 2017 — 3 место из 16 на Чемпионате Москвы по регби-7, главный тренер Томыло О. В.
- 2018 — 3 место из 10 на Всероссийских соревнованиях Чемпионата Высшей лиги по регби-15, главный тренер Томыло О. В.
- 2018 — 3 место из 7 на чемпионате Москвы по регби-15, главный тренер Томыло О. В.
- 2018 — 1 место из 12 на чемпионате Москвы по регби-пляжное, главный тренер Томыло О. В.
- 2018 — 2 место из 16 на Чемпионате Москвы по регби-7, главный тренер Томыло О. В.
- 2018 — 2 место из ?? на Чемпионате Москвы по регби-снежное, главный тренер Томыло О. В.
- 2018 — 2 место из 12 на кубке Москвы по регби-15, главный тренер Томыло О. В.
- 2019 — Обладатели Кубка Москвы по регби.
- 2020 — 1 место из 4 на чемпионате Москвы по регби-15, участие в Кубке России, главный тренер Лодевик ван Стаден.
- 2021 — 1 место из 17 в Высшей лиге, четвертьфинал в Кубке России, главный тренер Лодевик ван Стаден.
- 2022 — 9 место из 10 в Регбийной премьер-лиге, четвертьфинал в Кубке России, главный тренер Лодевик ван Стаден и Риаан ван Стратен (и. о.)
- 2023 — 7 место из 9 в Регбийной премьер-лиге, полуфинал в Кубке России, главный тренер Риаан ван Стратен
- 2024 — 5 место из 9 в Регбийной премьер-лиге, четвертьфинал в Кубке России, 3 место из 12 на Чемпионате России по регби-7, главный тренер Юрий Кушнарёв
- 2025 — четвертьфинал в Кубке России

## Состав
| Столбы                 | Столбы | Столбы | Столбы | Столбы | Столбы | Столбы | Столбы |
| ---------------------- | ------ | ------ | ------ | ------ | ------ | ------ | ------ |
| Евгений Мишечкин       |        |        |        |        |        |        |        |
| Даниил Шарабуркин      |        |        |        |        |        |        |        |
| Виталий Тюра           |        |        |        |        |        |        |        |
| Михаил Лосев           |        |        |        |        |        |        |        |
| Гюнтер Янсе ван Вюрен  |        |        |        |        |        |        |        |
| Хукеры                 |        |        |        |        |        |        |        |
| Алишан Умаров          |        |        |        |        |        |        |        |
| Алекснадру Колев       |        |        |        |        |        |        |        |
| Вторая линая           |        |        |        |        |        |        |        |
| Никита Максимов        |        |        |        |        |        |        |        |
| Рамис Сафаров          |        |        |        |        |        |        |        |
| Павел Бутенко          |        |        |        |        |        |        |        |
| Максим Хильчук         |        |        |        |        |        |        |        |
| Иван Дорофеев          |        |        |        |        |        |        |        |
| Фланкеры               |        |        |        |        |        |        |        |
| Иван Чепрага           |        |        |        |        |        |        |        |
| Сархан Марданов        |        |        |        |        |        |        |        |
| Максим Егоров          |        |        |        |        |        |        |        |
| Павел Кузнецов         |        |        |        |        |        |        |        |
| Гурам Гогидзе          |        |        |        |        |        |        |        |
| Восьмой                |        |        |        |        |        |        |        |
| Максим Берцов          |        |        |        |        |        |        |        |
| Полузащитники схватки  |        |        |        |        |        |        |        |
| Иван Кириллов          |        |        |        |        |        |        |        |
| Кирилл Кузнецов        |        |        |        |        |        |        |        |
| Даниил Погодаев        |        |        |        |        |        |        |        |
| Сергей Козлов          |        |        |        |        |        |        |        |
| Филипп Краузе          |        |        |        |        |        |        |        |
| Флай-хавы              |        |        |        |        |        |        |        |
| Даниил Семёнов         |        |        |        |        |        |        |        |
| Кирилл Лыков           |        |        |        |        |        |        |        |
| Центр веера            |        |        |        |        |        |        |        |
| Кирилл Голосницкий     |        |        |        |        |        |        |        |
| Крайние Трёхчетвертные |        |        |        |        |        |        |        |
| Павел Богатищев        |        |        |        |        |        |        |        |
| Богдан Виноградов      |        |        |        |        |        |        |        |
| Алекснадр Афанасьев    |        |        |        |        |        |        |        |
| Роман Чекалин          |        |        |        |        |        |        |        |
| Брендон Уилки          |        |        |        |        |        |        |        |
| Павел Штейзель         |        |        |        |        |        |        |        |
| Денис Стёпин           |        |        |        |        |        |        |        |
| Рубен Либенберг        |        |        |        |        |        |        |        |

Тренерский штаб
- Юрий Кушнарёв  — главный тренер
- Валерий Цнобиладзе  — тренер нападающих
- Александр Войтов  — тренер защитников